# Bahía Block
La bahía Block es una larga bahía una larga bahía llena de hielo que se encuentra al este de la península Guest a lo largo de la costa de la Tierra de Marie Byrd. Fue descubierta en 1929 por la Expedición Científica Byrd, y fue designada por Richard E. Byrd honor de Paul Block, editor de periódico y uno de los financistas de la expedición.